# アンス＝ベルトラン
アンス＝ベルトラン（Anse-Bertrand）とはカリブ海のフランス領グアドループにあるコミューンである。

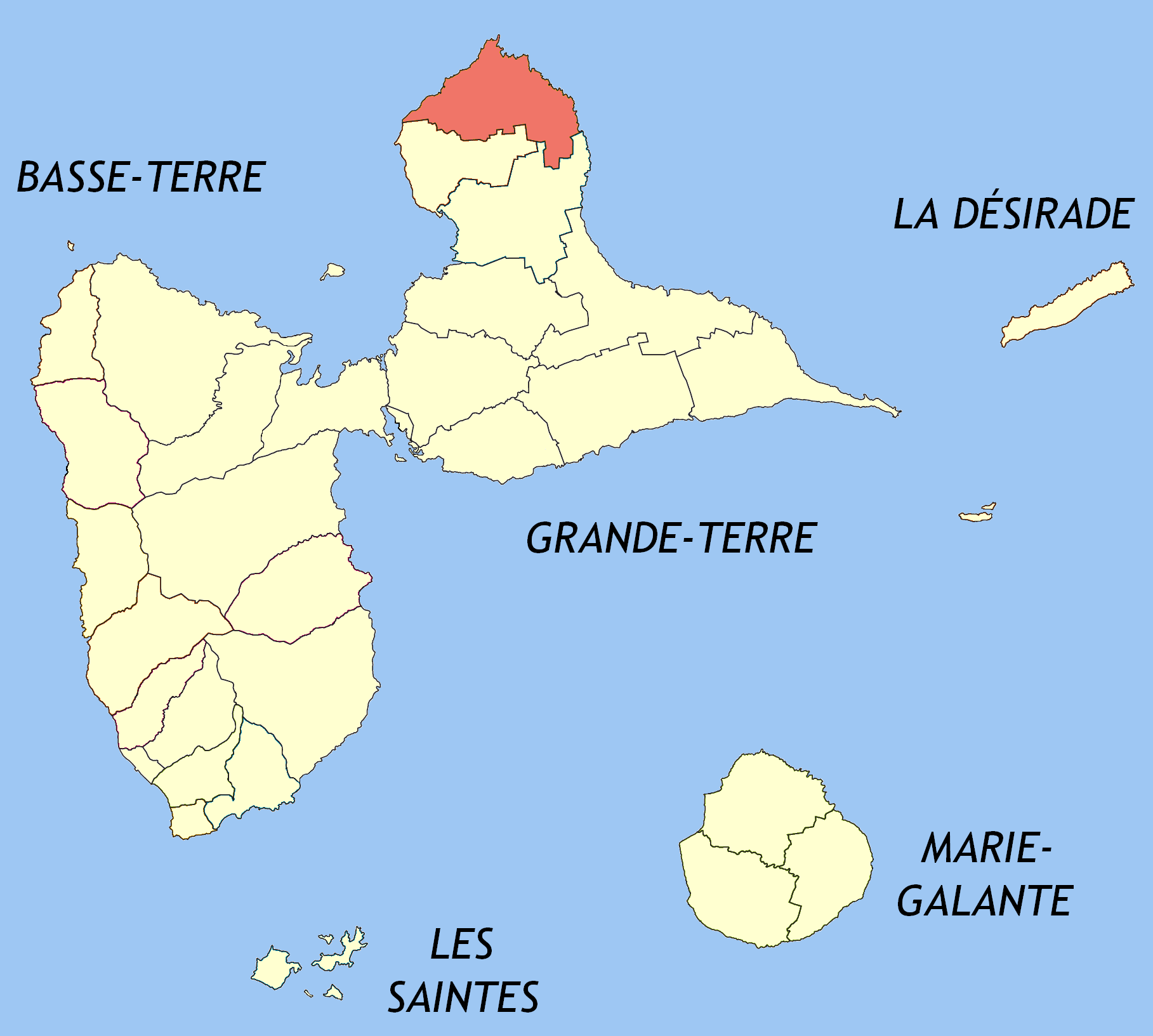
アンス＝ベルトランの位置

## 地理
アンス＝ベルトランはグランド・テール島の北端に位置しており、ポール＝ルイ、プチ＝カナルと隣接している。